# Mauro Ramos
Mauro Ramos de Oliveira, conegut com a Mauro, (30 d'agost de 1930 - 18 de setembre de 2002) fou un futbolista brasiler.

## Selecció del Brasil
Va formar part de l'equip brasiler a la Copa del Món de 1954, 1958 i 1962.

## Palmarès
- Campionat paulista: 1948, 1949, 1953, 1957, 1960, 1961, 1962, 1964, 1965
- Taça Brasil: 1961, 1962, 1963, 1964, 1965
- Copa Libertadores: 1962, 1963
- Copa Intercontinental de futbol: 1962, 1963
- Torneio Rio-São Paulo: 1959, 1963, 1964, 1966
- Recopa Intercontinental: 1968

Brasil
- Copa Amèrica de futbol: 1949
- Copa del Món de futbol: 1958, 1962
- Copa Roca: 1963